# Kyle Clemons
Kyle Clemons (Estados Unidos, 27 de noviembre de 1990) es un atleta estadounidense, especializado en la prueba de 4x400 m en la que llegó a ser campeón olímpico en 2016.

## Carrera deportiva
En los JJ. OO. de Río 2016 ganó la medalla de oro en los relevos 4x400 metros, con un tiempo de 2:57.30 segundos, por delante de Jamaica y Bahamas, siendo sus compañeros de equipo: Arman Hall, Tony McQuay, Gil Roberts y LaShawn Merritt.